# 峽谷省

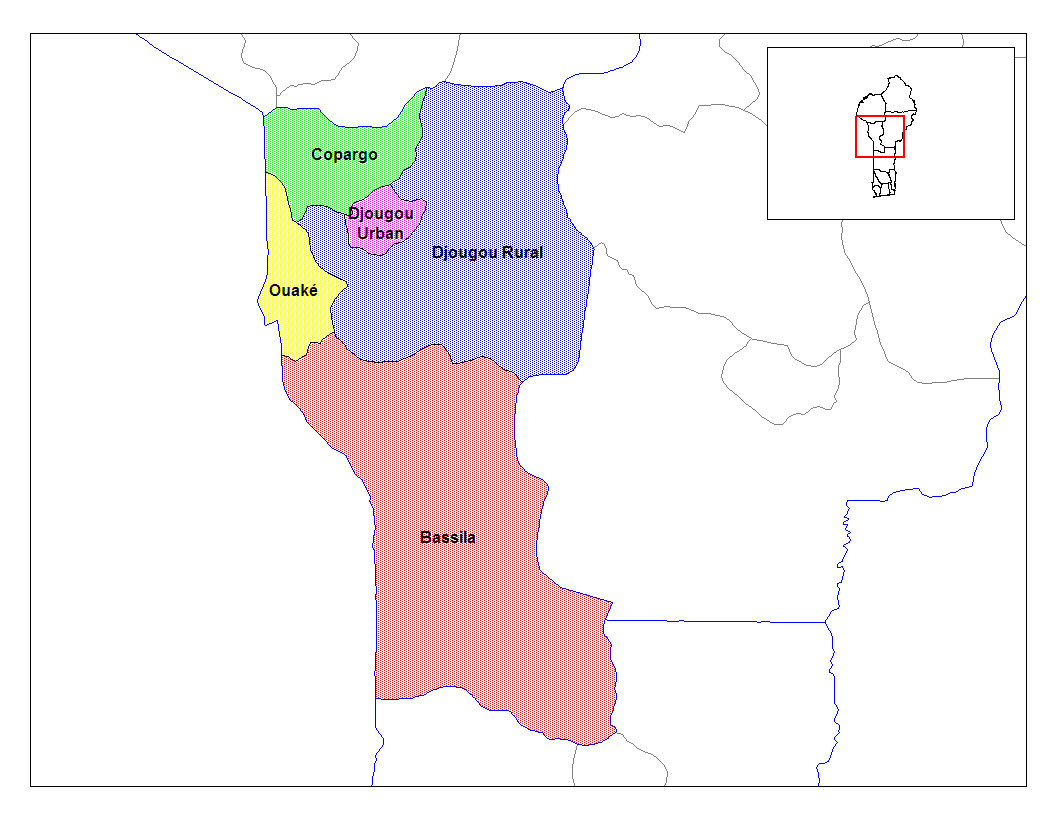
峽谷省的縣份

峽谷省是貝寧的12個省份之一，位於該國西部，下分5縣，首府朱古，北臨阿塔科拉省，東面是博爾古省，南接大西洋省，西臨多哥，面積10,691平方公里，2006年人口395,416。
9°42′N 1°40′E / 9.700°N 1.667°E